# System der Kleinrechner
Das System der Kleinrechner (russisch «система малых» ЭВМ sistema malych ĖWM), Abkürzung SKR (ru. СМ ЭВМ) wurde im Jahre 1974 adäquat dem ESER-System für Großrechner gegründet. Damit sollte eine abgestimmte Arbeitsteilung der Mitgliedsstaaten des Rats für gegenseitige Wirtschaftshilfe (RGW) bei Entwicklung, Produktion und Service von Minirechnern nach dem Vorbild verschiedener marktführender Hersteller westlicher Länder unter zentralverwaltungswirtschaftlichen Bedingungen erreicht werden.
Das System SKR war, wie beim System ESER, der „Mehrseitigen Regierungskommission Rechentechnik“ (MRK) der RGW-Länder unterstellt und wurde bis 1987 durch einen „Rat der Chefkonstrukteure SKR“ (RCK), danach durch einen für ESER und SKR gemeinsamen „Komplexen Rat der Chefkonstrukteure für Mittel der Rechentechnik“ geleitet.
Es wurde festgelegt, eine maximale logisch-funktionelle Kompatibilität zu den sogenannten Analogtypen zu erreichen, das heißt, den Modellreihen der Vorbildsysteme PDP-11 und Virtual Adress eXtension der Digital Equipment Corporation (DEC) sowie zu Computern mit Mikroprozessorsystemen von Intel. Die Zugehörigkeit zum SKR wurde durch gemeinsame Prüfungen festgestellt. Hardwarekomponenten erhielten daraufhin die SKR-Chiffren CM xxxx (gesprochen SM xxxx). Bis 1988 wurden im SKR mehr als 380 Gerätetypen geprüft und teilweise auch in das ESER übernommen.
In einer ersten Phase des SKR beteiligte sich die Deutsche Demokratische Republik mit Peripheriegeräten, in der zweiten und dritten Phase ab 1978 mit Hard- und Software, wie zum Beispiel CM 1630 (K 1630) oder CM 1910 (A 7150). In der vierten Phase ab 1984 wurde an der Entwicklung von 32-Bit-Rechnern gearbeitet, mit dem Ergebnis der erfolgreichen Prüfung des ersten 32-Bit-Rechners der DDR, dem CM 1710 (K 1840) im Juni 1988.